# HMS M18
HMS M18 var en svensk minsvepare som byggdes på Neglinge av Bröderna Janssons båtvarv (tidigare August Plyms båtvarv) i Saltsjöbaden 1941. Sjösättning var den 24 juli samma år. Leveransen till Flottan skedde den 12 september 1941. I likhet med sina systerfartyg var hon en av de mest utnyttjade fartygen någonsin ända fram till hennes utrangering den 15 september. 
Därefter fick hon diverse privata ägare. M18 är den enda av dessa fartygssystrar som förlist. Detta gjorde hon i privat ägo 1992 på en resa från Åland till Gotland. 